# جيل 66
جيل 66 (بالإندونيسية: Angkatan 66) مصطلح يشير إلى الآمال داخل إندونيسيا لجيل من القادة الشباب، وفترة جديدة لحياة فكرية بعد سقوط سوكارنو وإنشاء النظام الجديد للرئيس سوهارتو في منتصف ستينات القرن العشرين.
بدأ النظام الجديد بدعم شعبي كبير وآمال كبيرة في أن تنتهي مشاكل عصر سوكارنو. ومع ذلك خلال بضع سنوات قامت نخبة النظام الجديد مع وجود الجيش وفصيل مدني صغير في مركزها بتنحية العديد من الحلفاء الأصليين.